# Lambert von Neuwerk
Lambert von Neuwerk († 9. Februar 1144) ist ein Heiliger der katholischen Kirche. Sein Gedenktag ist der 9. Februar.
Lambert hatte vier Brüder, darunter Bischof Bernhard I. von Hildesheim. Zunächst war er Domkanoniker in Köln, auf einer Pilgerreise ins Heilige Land wurde er in Passau von Bischof Udalrich II. bewogen, die „unnütze Reise“ aufzugeben und stattdessen als Augustiner-Chorherr im Stift Reichersberg zu dienen. Als die Chorherren auf Anregung von Erzbischof Konrad von Abensberg das 1116 gegründete Kloster Neuwerk in Halle an der Saale besiedelten, wurde Lambert dort Nachfolger von Propst Berewigus von Redenbroch. Da Berewigus bei seinem Tod 1118 noch nicht die offizielle Ernennung durch den Erzbischof erhalten hatten, wird Lambert oft als erster Propst von Neuwerk genannt. Lambert stand dem Stift fast 26 Jahre lang vor und verstarb am 9. Februar 1144. Er wurde im Kloster beigesetzt, an seinem Grab soll es 1153 zu einer Wunderheilung des im gerichtlichen Zweikampf schwer verletzten Grafen Heinrich von Bodenburg, der Lamberts Nichte Eveza geheiratet hatte, gekommen sein. Als einige Schüler der Klosterschule in Gefahr gerieten, zu ertrinken, soll eine Bitte, Lambert möge bei Gott für sie eintreten, ihnen das Leben gerettet haben. Als Lambert von Neuwerk wurde er später heiliggesprochen.
Der Text seiner nach 1167 verfassten Biografie, der „Vita Lamberti praepositi monasterii Novi Operis prope Hallam Saxonicam“, ist bis heute erhalten geblieben, die originale Handschrift jedoch verschollen.